# Jefferson megye (New York)
Jefferson megye az Amerikai Egyesült Államokban, azon belül New York államban található. Megyeszékhelye Watertown. Lakosainak száma 116 721 fő (2020. április 1.). Jefferson megye St. Lawrence, Oswego és Lewis megyékkel határos.

## Népesség
A megye népességének változása:
| Lakosok száma | 116 605 | 118 294 | 120 941 | 119 504 | 117 635 | 116 721 |
|               | 2010    | 2011    | 2012    | 2013    | 2015    | 2020    |